# Островски окръг (Мазовско войводство)
Островски окръг (на полски: Powiat ostrowski) е окръг в Източна Полша, Мазовско войводство. Заема площ от 1217,79 км2. Административен център е град Остров Мазовецка.

## География
Окръгът се намира в историческата област Мазовия. Разположен е в източната част на войводството.

## Население
Населението на окръга възлиза на 74 998 души (2013 г.). Гъстотата е 62 души/км2.

## Административно деление
Административно окръгът е разделен на 11 общини.
Градска община:
- Остров Мазовецка

Градско-селска община:
- Община Брок

Селски общини:
- Община Анджейево
- Община Богути-Пянки
- Община Велке Шулбоже
- Община Вонсево
- Община Горна Малкиня
- Община Заремби Кошчелне
- Община Нур
- Община Остров Мазовецка
- Община Стари Люботин

## Фотогалерия
- Остров Мазовецка
- Брок